# Estadio Municipal de Santa Cruz del Quiché
Estadio Municipal de Santa Cruz del Quiché – stadion piłkarski w gwatemalskim mieście Santa Cruz del Quiché, stolicy departamentu Quiché. Obiekt może pomieścić 5 000 widzów, a swoje mecze rozgrywa na nim drużyna Quiché FC.